# Кактус Кид
«Кактус Кид» (англ. The Cactus Kid) — восемнадцатый мультфильм с участием Микки Мауса, снятый в жанре вестерна. Чёрно-белый музыкальный романтический комедийный фильм. Премьера состоялась в США 11 апреля 1930 года.

## Сюжет
Дикий Запад. Микки едет на коне и останавливается в таверне. Там он видит Минни и пытается очаровать её. Он начинает танцевать и играть на пианино. Но вдруг к таверне приходит одноногий Пит и начинает плохо обращаться с Минни. Микки пытается защитить её и вызывает Пита на дуэль. Но Пит похищает Минни и убегает на осле. Микки бросается в погоню на коне Горации. В ходе погони Пит проваливается с обрыва, а Микки, Гораций и Минни машут ему руками.

## Роли озвучивали
- Микки Маус — Уолт Дисней
- Минни Маус — Марселлит Гарнер[англ.]

## Производство
«Кактус Кид» стал первым мультфильмом в серии о Микки Маусе, в котором Минни была озвучена художницей Марселлит Гарнер.
В музыкальное сопровождение вошли «Испания, рапсодия для оркестра» Эмманюэля Шабрие и канкан Жака Оффенбаха.